# دعاع
الدعاع أو الديموم أو حُنْدُق (الاسم العلمي: Aizoon)، جنس نباتات مزهرة من فصيلة الديمومية.
الأنواع:
- Aizoon asbestinum
- Aizoon burchellii
- Aizoon camforosma
- دواء أو حذاق (Aizoon canariense)[5]
- Aizoon giessii
- Aizoon glinoides